# أبو ماريا
أبو ماريا هي قرية صغيرة تقع في منطقة الجزيرة، تبعد عن الموصل خمسين كيلومترا غربا.
كانت في السابق قلعة آشورية، ومن ثم رومانية ومن ثم إسلامية. ذكرها ياقوت الحموي (ت. 622 هـ / 1225 م) في معجمه، وقال عنها «بومارية: بعد الألف راء مكسورة وياء مفتوحة خفيفة. بليد من نواحي الموصل قرب تلعفر».
وظهر اسم البلدة في إحصاء عام 1957 م وكان عدد سكنها في تلك العام 913 نسمة. يقطنها اليوم بيوت من قبيلة الجحيش. للقرية مسجد جامع بني عام 1954 م وتم توسيعه عام 1997 م.
من القرى القريبة من أبو ماريا قرية «دبونه» وقرية «بادوش».